# Ulrich Troitzsch
Ulrich Rudolf Troitzsch (* 8. Januar 1938 in Dresden) ist ein deutscher Technikhistoriker.
Ulrich Troitzsch absolvierte ein Studium der Geschichte, Literaturwissenschaften und Pädagogik in Hamburg, promovierte 1966 mit einer Untersuchung über »Ansätze technologischen Denkens bei den Kameralisten des 17. und 18. Jahrhunderts«. Seit 1967 war er Wiss. Assistent am Lehrstuhl für Wirtschafts- und Technikgeschichte der Ruhr-Universität Bochum, 1972 Habilitation für Technik- und Wirtschaftsgeschichte mit »Untersuchungen zum Innovationsproblem in der Eisenindustrie des Ruhrgebietes zwischen 1850 und 1870. Die Einführung des Bessemerverfahrens in Preußen als Modell eines Innovationsprozesses«. 1972 wurde er Dozent am Fachbereich Gesellschafts- und Geschichtswissenschaften der TH Darmstadt. Seit 1975 lehrte er Professor für Sozial- und Wirtschaftsgeschichte an der Universität Hamburg, Arbeitsstelle Sozialgeschichte der Technik, mittlerweile entpflichtet.
Troitzsch hielt zusammen mit Wolfhard Weber auf dem 31. Deutschen Historikertag am 24. September 1976 in Mannheim den programmatischen Aufsatz „Methodologische Überlegungen für eine künftige Technikhistorie“. Dieser beschäftigt sich mit zu klärenden systematischen Fragestellungen, um die Etablierung der damals noch jungen Technikgeschichte als selbstständige Disziplin zu fördern.
Troitzsch arbeitete mit mehreren wissenschaftlichen  Mitarbeitern (u. Herbert Aagard, Günter Bayerl, Rolf-Jürgen Gleitsmann, Klaus Schlottau, Gabriele Wohlauf) an dem langfristigen Forschungsprojekt »Die Technologie des Manufakturwesens in Deutschland im 18. Jahrhundert unter Berücksichtigung des sozioökonomischen Kontextes«.

## Veröffentlichungen
- Herausgeber gemeinsam mit Wolfhard Weber: Die Technik : von den Anfängen bis zur Gegenwart, Braunschweig : Westermann 1982, ISBN 978-3-14-509012-9.
- Herausgeber zusammen mit Gabriele Wohlauf: Technik-Geschichte : historische Beiträge und neuere Ansätze, Frankfurt am Main : Suhrkamp 1980, ISBN 978-3-518-07919-5 (Suhrkamp-Taschenbücher Wissenschaft ; 319).